# 氢可酮
氢可酮（英語：hydrocodone）是一种半合成自可待因（一种发现于罂粟中的鸦片类生物碱）的鸦片类镇痛药。口服氢可酮可以镇痛和止咳，通常也用来缓解中至重度疼痛。商品名Hysingla。
氢可酮也可以与对乙酰氨基酚（扑热息痛）组成更强力的镇痛药物，参见氢可酮/扑热息痛。

## 引用
1. ↑  Karch, Steven B. . Boca Raton: CRC Press. 2008: 55–56. ISBN 1-4200-5458-9.